# Istituto svedese
L'Istituto svedese (Svenska institutet) è un'agenzia il cui scopo è quello di diffondere informazioni inerenti alla Svezia all'infuori del paese. L'Istituto nasce per promuovere vari aspetti del patrimonio svedese in vari ambiti della vita pubblica, specie in ambito culturale, educativo e nella ricerca.
L'Istituto svedese ha la sua sede ad Hammarby Sjöstad, a Stoccolma.